# Internationaler Mathematik-Teamwettbewerb „Bolyai“
Der Internationale Mathematik-Teamwettbewerb „Bolyai“ ist ein jährlich stattfindender Schülerwettbewerb im Fach Mathematik. Der Wettbewerb wurde nach den beiden ungarischen Mathematikern János und Farkas Bolyai benannt.

## Geschichte
2004 entstand der Wettbewerb als Initiative einiger Mathematik-Lehrer in Ungarn. Inzwischen nehmen in Ungarn jährlich 100.000 Schüler am Wettbewerb teil, der damit der erfolgreichste Mathematik-Wettbewerb in Ungarn ist. In Deutschland wird der Bolyai-Wettbewerb seit 2014 durchgeführt. Seit 2019 bieten alle deutschen Bundesländer die Teilnahme an. Derzeit nehmen jährlich ca. 23.000 Schüler in Deutschland das Angebot war. In Österreich wird der Wettbewerb seit dem Schuljahr 2017/2018 angeboten.

## Ablauf
Der Wettbewerb gliedert sich in zwei Runden und richtet sich an Schülerinnen und Schüler der Klassenstufen 3 bis 13.

### 1. Runde
Die erste Runde des Wettbewerbs wird einheitlich Mitte Januar dezentral an den Schulen geschrieben. Zwei bis vier Schülerinnen und Schüler einer Jahrgangsstufe derselben Schule bilden zusammen ein Team. Jedes Team gibt sich einen Teamnamen, unter dem es antritt. Zusammen bearbeitet jede Mannschaft innerhalb von 60 Minuten 13 Multiple-Choice-Aufgaben und eine 14. Aufgabe schriftlich. Eine Besonderheit der Multiple-Choice-Aufgaben ist, dass auch mehrere Antwortmöglichkeiten richtig oder alle falsch sein können.

### Internationales Finale
Die bundesweit besten Teams der Jahrgangsstufen 5 bis 13 qualifizieren sich für das internationale Finale des Wettbewerbs in Budapest. Hier müssen noch einmal fünf Multiple-Choice-Aufgaben gelöst werden. Neben Deutschland nehmen bis zu 5 weitere Länder an der Finalrunde teil (Ungarn, Österreich, Rumänien, Serbien, Slowakei).

## Preise
In Deutschland werden die 16 Bundesländer in die sechs Gruppen Baden-Württemberg, Rheinland-Pfalz und Saarland; Bayern und Thüringen; Hessen; Bremen, Niedersachsen, Sachsen und Sachsen-Anhalt; Berlin, Brandenburg, Hamburg, Mecklenburg-Vorpommern und Schleswig-Holstein; sowie Nordrhein-Westfalen aufgeteilt. In jeder Gruppe erhalten die besten sechs Teams jeder Jahrgangsstufe einen Preis. Die Einteilung der Gruppen orientiert sich an Teilnehmerzahl und Geographie.